# Hireyemmiganur, Holalkere
Hireyemmiganur là một làng thuộc tehsil Holalkere, huyện Chitradurga, bang Karnataka, Ấn Độ.